# آکلیس پاپاپترو
آکلیس پاپاپترو (یونانی: Αχιλλέας Νικολάου Παπαπέτρου؛ زاده ۲ فوریهٔ ۱۹۰۷ درگذشته ۱۲ اوت ۱۹۹۷) یک دانشمند اهل فرانسه بود.